# Larbaâ
Larbaâ, también conocida como Larbaâ Bni Moussa (en bereber: ⵍⴰⵔⴻⴱⵄⴰ ⵏ ⴰⵢⵜ ⵎⵓⵙⴰ; en árabe: الأربعاء بني موسى‎), es un municipio (baladiyah) de la provincia o valiato de Blida en Argelia. En abril de 2008 tenía una población censada de 83 819 habitantes.
Se encuentra ubicado al norte del país, junto a la costa del mar Mediterráneo, a unos 45 km al suroeste de Argel.